# هولی (فلوریدا)
هولی (به انگلیسی: Holley) یک منطقهٔ مسکونی در ایالات متحده آمریکا است که در فلوریدا واقع شده‌است. هولی ۱٬۶۳۰ نفر جمعیت دارد و ۲٫۱۳ متر بالاتر از سطح دریا واقع شده‌است.